# Aydingkol
Aydingkol (kinesiska 艾丁湖, pinyin: Aiding Hu, "Månskenssjön" på uiguriska) är en uttorkad sjö i den autonoma regionen Xinjiang i nordvästra Kina. Sjön, som ligger i Turpandepressionen, är belägen 154 meter under havsnivå vilket gör den till den lägsta punkten i Kina.